# اوزون‌کویو (آلاداغ)
اوزون‌کویو (به ترکی استانبولی: Uzunkuyu) یک منطقهٔ مسکونی در ترکیه است که در آلاداغ، آدانا واقع شده‌است.